# Frank William Taussig
Francis William, Taussig (født 28. december 1859 i Saint Louis, Missouri, død 11. november 1940 i Cambridge, Massachusetts) var en amerikansk nationaløkonom.